# Mount Temple Comprehensive School
La Mount Temple Comprehensive School est une école d'enseignement secondaire qui se situe dans le quartier de Clontarf, à Dublin en Irlande. La Mount Temple Comprehensive School est placée sous le patronage de l'archevêque de l'église d'Irlande à Dublin, et a pour objectif principal de fournir une éducation d'enseignement secondaire financée par l'État à la population protestante du nord de Dublin. L'école a été fondée en 1972 à la suite de la fusion de la Mountjoy School, de la Hibernian Marine School et de la Bertrand & Rutland School.

## Histoire

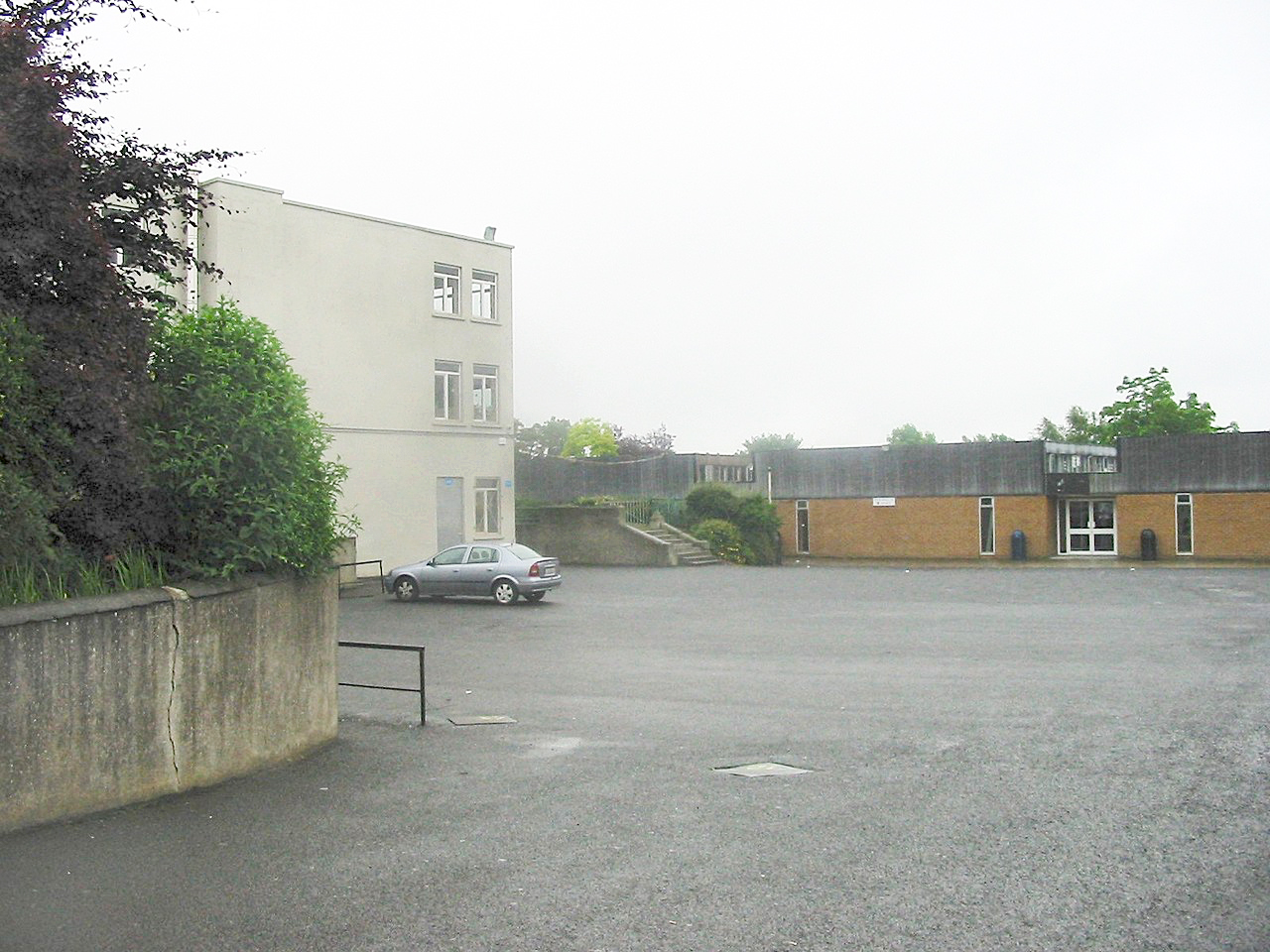
Le bâtiment principal de la Mount Temple.

- L'Hibernian Marine School était une école de charité fondée en 1766 pour, à l'origine, subvenir aux besoins des orphelins et des enfants de marins. L'école était située sur la Seafield Road à Clontarf, Dublin.
- La Mountjoy School était un pensionnat situé à Mountjoy Square, dans un bâtiment dans lequel il y avait également la Incorporated Society for Promoting Protestant Schools (Société incorporée pour la promotion des écoles protestantes). La Mountjoy School a ensuite déménagé à l'emplacement actuel, à Clontarf.
- La Bertrand & Rutland School se trouvait dans Eccles Street au nord de Dublin. C'était une école de l'Église d'Irlande. De nos jours, le Bertrand and Rutland Fund (Fondation Bertrand & Rutland) finance toujours des bourses au profit des écoles protestantes en Irlande[2].

L'Hibernian Marine School fusionna avec la Mountjoy School en 1968 et devint la Mountjoy & Marine School. Celle-ci fusionna ensuite avec la Bertrand & Rutland School et prit le nom de Mount Temple Comprehensive School en 1972.
La Mount Temple est l'école où le groupe de rock U2 s'est formé. Le 25 septembre 1976, le jeune batteur de 14 ans Larry Mullen Junior a placardé une annonce sur le panneau d'affichage de l'école, pour trouver d'autres musiciens et former un groupe. Ainsi, les quatre membres de U2, Bono, The Edge, Larry Mullen Junior et Adam Clayton, sont d'anciens élèves de l'école.
Pendant les mois d'été, l'école est utilisée par le Centre Of English Studies (Centre d'études anglaises) qui accueille des centaines d'étudiants internationaux qui viennent à Dublin pour apprendre l'anglais.

## Élèves
Bien qu'elle n'ait été construite que pour 500 personnes environ, la Mount Temple Comprehensive School accueille environ 900 élèves.
Depuis de nombreuses années, il existe des projets pour qu'une nouvelle école soit bâtie sur place afin de mieux accueillir ces étudiants supplémentaires. Cependant, aujourd'hui, aucune construction n'a encore entreprise.

## Anciens élèves célèbres
- David McMurtry, industriel, cofondateur de la société de métrologie Renishaw PLC basée à Wotton-under-Edge.
- Shaun Aisbitt, l'homme le plus grand d'Irlande[4],[5].
- Alan Averill, musicien, chanteur du groupe de métal extrême irlandais Primordial.
- Steve Averill, graphiste irlandais, directeur artistique, écrivain, musicien et ancien chanteur punk rock. Il est le concepteur de la plupart des pochettes d'albums de U2.
- Amanda Brunker, ancienne Miss Irlande 1991[6].
- Adam Clayton, musicien, bassiste du groupe de rock irlandais U2[3].
- Damien Dempsey, musicien[7].
- David Howell "The Edge" Evans, musicien, guitariste, choriste et pianiste du groupe de rock irlandais U2[3].
- Dik Evans, frère de David Howell "The Edge" Evans, guitariste, membre et cofondateur du groupe de rock irlandais The Hype, qui s'appellera ensuite Feedback, pour devenir U2. Il est aussi le guitariste et cofondateur des Virgin Prunes.
- Ali Hewson, activiste irlandaise, femme d'affaires et épouse du chanteur et leader de U2, Bono[3].
- Paul David "Bono" Hewson, chanteur du groupe de rock irlandais U2[3].
- Mick Kearney, rugbyman jouant pour l'équipe du Connacht Rugby[8].
- Neil McCormick, chanteur, journaliste musical, écrivain et radiodiffuseur britannique.
- Ivan McCormick, frère cadet de Neil, guitariste et journaliste musical britannique.
- Andrew Maxwell, comedien[9].
- Alan Maybury, footballeur international irlandais[10].
- Larry Mullen Jr., musicien, batteur du groupe de rock irlandais U2[3].
- Christopher Nolan, écrivain[11].
- Mark O'Neill, présentateur de télévision.
- Robert Hilliard, boxeur olympique, prêtre de l'Église d'Irlande, journaliste, et communiste, mort en combattant au sein des brigades internationales durant la guerre d'Espagne[12].

## Professeurs célèbres
- Elspeth Henderson, président de l'Irish Girl Guides, une organisation irlandaise de scoutisme pour filles.
- Patrick Hughes, ancien joueur international irlandais de cricket.
- Gerard Stembridge, écrivain, cinéaste et acteur.